# ビート板

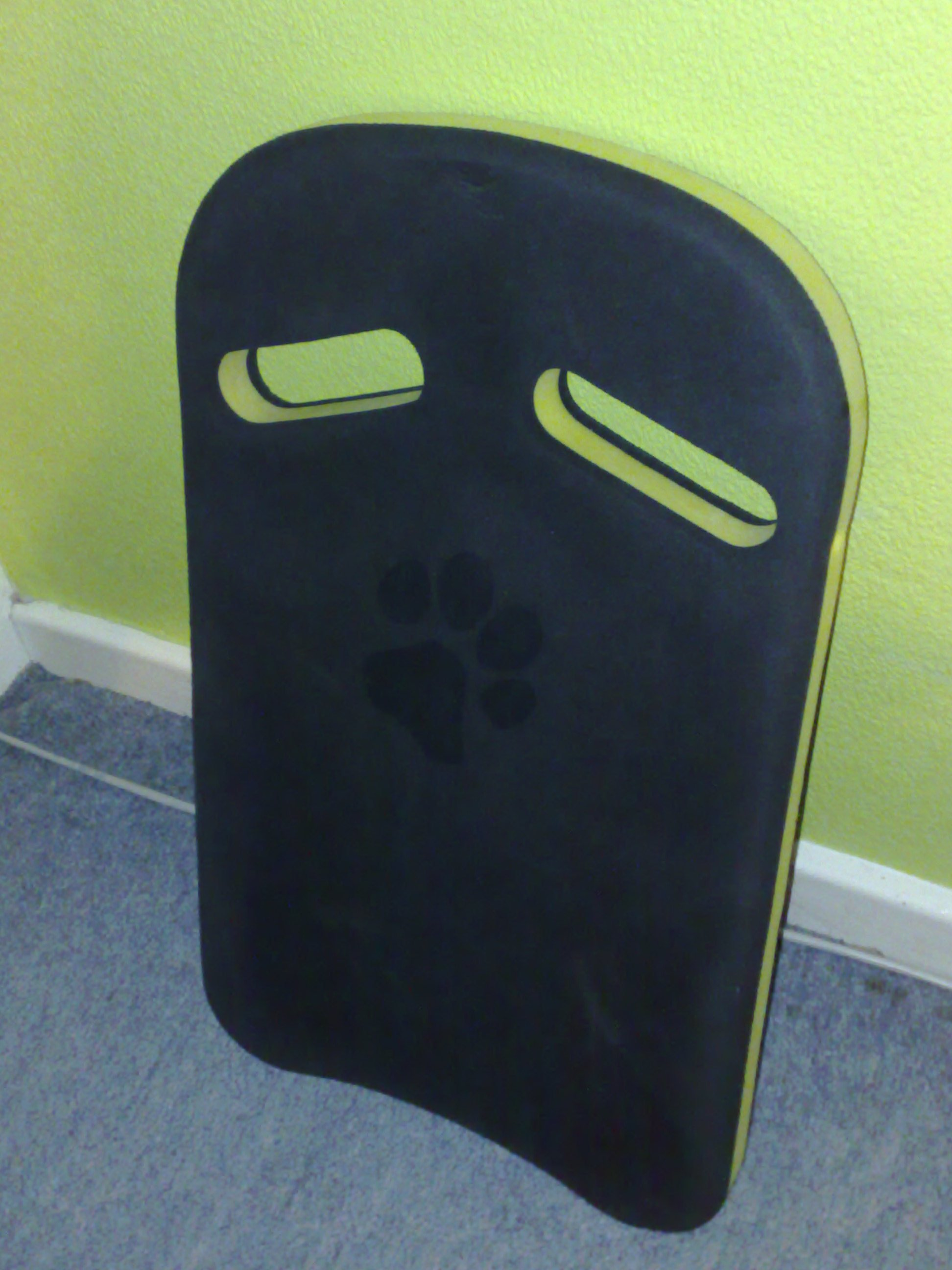
エチレン酢酸ビニル（EVAフォーム）製の標準的なビート板

ビート板（ビートばん）とは浮力を得るために使う板状の水泳用具である。スイムボード、スイミングボード、キックボードなどとも呼ばれる。

## 用途
一般的には両手で持って上体を浮かせ、十分に泳げない水泳初心者や脚を重点的に鍛えたい者などが使用する。また、逆に足に挟んで下半身を浮かせ、プルブイの代わりとして使用することもできる。特に水泳初心者の補助具として学校のプールやスイミングスクールに用意されている。

## 呼称
日本の国語辞典では英語の「Beat」（ビート）に「バタ足」の意味があるとされているが、実際の英語では「Kick」（キック）が使われている。ビート板も英語圏では「Kickboard」（キックボード）と呼ばれる事が多いが、「Beatboard」とは呼ばれない。